# Se solicita muchacha de buena presencia y motorizado con moto propia
Se solicita muchacha de buena presencia y motorizado con moto propia es una película venezolana de 1977 dirigida por Alfredo J. Anzola, y que formó parte de la selección oficial del Festival Internacional de Cine de San Sebastián en 1978,y del Festival 3 Continents de Nantes en 1993.
Se trata de una de las películas más emblemáticas de la filmografía venezolana de los 70. En 2016 la película fue votada como una de las mejores 50 películas del cine venezolano en una encuesta hecha por la Cinemateca Nacional.

## Sinopsis
Alexander (Víctor Cuica), un motorizado habitante de un barrio popular de Caracas, y su amiga Diosa (Cherry Núñez), recepcionista, empiezan a trabajar en una mueblería dirigida por un misterioso comerciante (Herman Lejter). Alexander comienza a sospechar que el dueño está involucrado en un negocio ilegal y hará todo lo posible por ganarse su confianza e involucrarse de alguna manera.
Para algunos críticos, se trata de "una especie de mezcla de elementos procedentes de cintas como The Servant, 1963, la obra maestra de Joseph Losey, y The Sting, 1973, de George Roy Hill, pero al ritmo de la salsa, música compuesta por Juan Carlos Núñez." En este sentido, "retrata la Caracas de los años setenta: moderna, rica y de dinero fácil; donde la moralidad es siempre dudosa; donde inexplicablemente un motorizado logra vivirle la parte a su patrón, con una enorme dosis de ingenio y de buen humor."
Se solicita muchacha de buena presencia y motorizado con moto propia es el primer largometraje de ficción de Anzola, cuya "mirada cómplice para con los pillos pobres y la zancadilla a los pillos ricos, todo dentro del vacilón, va a caracterizar buena parte de la obra de Alfredo Anzola, quien recibió el Premio Nacional de Cine en 1993."

## Reparto
- Víctor Cuica
- Herman Lejter
- Cherry Núñez
- José Rodríguez
- Otto Rodríguez
- Brigitte Tirone
- Fausto Verdial
- Flor Adames
- Hermelinda Alvarado
- Victor Aponte
- Johnny Cecotto
- Luisa De La Ville
- Domingo Del Castillo
- Guillermo Dávila
- Jorge Gherardi
- Toco Gómez
- Herman Lejter
- Balmore Moreno
- Julio Mota
- Werner Pacheco

## Música
La banda sonora de la película fue compuesta músico, director de orquesta, pianista y arreglista venezolano Juan Carlos Núñez, y consiste en piezas de salsa y de música clásica, que incluyen letras de Nicolás Guillén y Ernesto Cardenal.Entre los músicos que interpretaron la banda sonora se encuentran Víctor Cuica y el maestro percusionista Carlos "Nené" Quintero.
Esta sería la primera incursión de Núñez en la composición de música para cine, quien luego compondría la banda sonora de El rebaño de los ángeles de Román Chalbaud, La casa de agua de Jacobo Penzo, La boda de Thaelman Urgelles y Puros hombres de César Cortez.

## Legado
Se solicita muchacha de buena presencia y motorizado con moto propia se estrena en 1977, uno de los años clave de la llamada Época de Oro del cine venezolano, pues se estrenarían 29 largometrajes, incluyendo clásicos como El pez que fuma de Román Chalbaud y Los tracaleros de Alfredo Lugo, lo que convirtió a Venezuela en el tercer país latinoamericano con mayor producción cinematográfica, solo superado por México y Brasil, un crecimiento de la industria que luego se comprobaría fugaz, a mediados de la década de los 80.
Junto con De cómo Anita Camacho quiso levantarse a Marino Méndez, esta película fue uno de las más taquilleras de Alfredo J. Anzola y la primera incursión en la pantalla grande de Víctor Cuica. Para Elisa Martínez de Badra, ambas películas forman parte de una tendencia en la comedia del cine venezolano de los 70 y 80, que incluye también a Mauricio Walerstein con La empresa perdona un momento de locura (1978).María Dolores Fuentes Bajo considera por su parte que Se solicita muchacha de buena presencia y motorizado con moto propia forma parte de los largometrajes más relevantes de Anzola.Para Lorena Pino Se solicita muchacha de buena presencia y motorizado con moto propia forma parte junto con De cómo Anita Camacho quiso levantarse a Marino Méndez y la obra de cineastas como Clemente de la Cerda y Román Chalbaud de un muy diverso "cine sobre los “pobres” en un país cuya riqueza petrolera ha paradójicamente generado una división abismal de clases sociales. A pesar de hacer visible una temática común, las perspectivas autorales varían significativamente. De la comedia popular a la denuncia, en los ochenta –una vez más– pueden ubicarse diferencias en vez de semejanzas."
Para Jaime Gili "El eufemismo discriminatorio “muchacha de buena presencia”, aún usado en la actualidad, se popularizó en 1977 en el país con la película de realismo tropical Se solicita muchacha de buena presencia y motorizado con moto propia, cuyo título también refleja un anuncio callejero y cuyo recuerdo nos hace pensar que socialmente Venezuela parece aún anclada en un pasado por el que la modernidad habría pasado como un mero espejismo."